# Metopotylus ruficornis
Metopotylus ruficornis är en skalbaggsart som beskrevs av Hintz 1913. Metopotylus ruficornis ingår i släktet Metopotylus och familjen långhorningar. Inga underarter finns listade i Catalogue of Life.